# Francisco Manuel Homem Cristo Filho
Pour les articles homonymes, voir Homem Christo.
Francisco Manuel Homem Cristo Filho (Lisbonne, 5 mars 1892 - Rome, 12 juin 1928) est un écrivain portugais et un fervent défenseur du fascisme italien.

## Biographie

### Itinéraire
En 1915, il fonde le journal Ideia Nacional, dirige l'Agencia Informativa Fast et devient un ambassadeur itinérant de l'Intégralisme lusitanien de Sidonio Pais.
En janvier 1918, il devient directeur de la DSIPRPPAA  (Direction de l'Information et de la Propagande de la République portugaise dans les pays amis et alliés), au 9, Rue Anatole-de-La-Forge, à Paris. En 1923, il passe du combat anarcho-syndicaliste à la propagande fasciste en publiant à Paris, Benito Mussolini: Bâtisseur d'avenir.
Le 28 mai 1926, il succède à Manuel de Oliveira Gomes da Costa, comme second de la dictature militaire Estado Novo.
Il décède dans un accident de voiture à Rome, le 12 juin 1928.

### Famille
Il est le fils de Laura et Francisco Manuel Homem Cristo et l'arrière grand-père de Guy-Manuel de Homem-Christo, un des deux membres du groupe Daft Punk.

## Autre
- Agitada vida de Homem Cristo - Volume 1 - Page 227, 1975
- Marinetti et le futurisme: études, documents, iconographie, 1977